# Gràfila

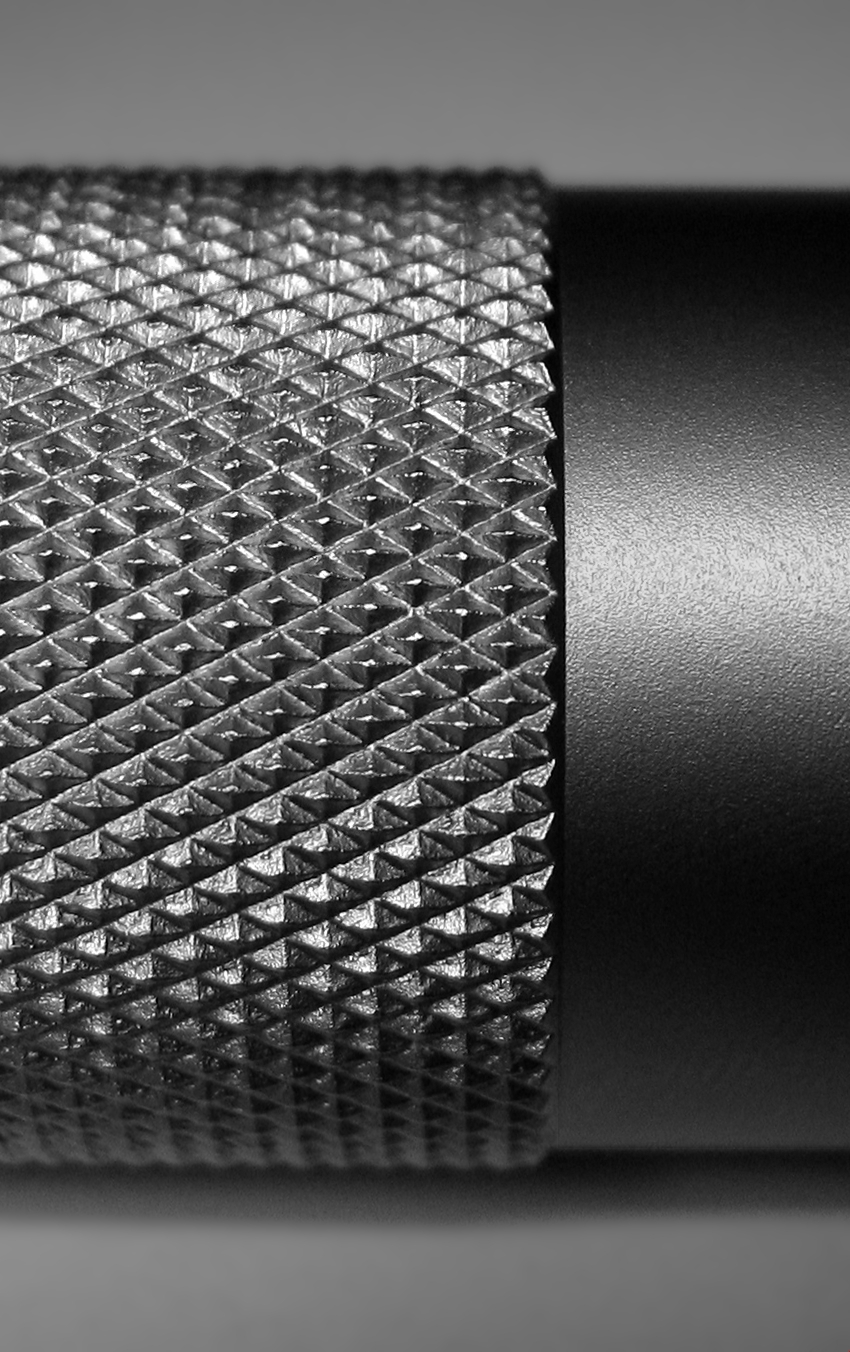
Moleta de una superfície cilíndrica

La gràfila d'una superfície és l'acabat que se li dona per a facilitar-ne l'adherència. Es pot fer per deformació, extrusió o per tall, aquest últim de major profunditat i millor acabat. La norma Deutsches Institut für Normung 82 regula els diferents tipus de mecanització que es poden efectuar.
El procés de grafilat amb torn és un procés de conformat en fred del material mitjançant unes moletes que pressionen la peça mentre dona voltes. Aquesta deformació genera un increment del diàmetre inicial de la peça. El grafilat es realitza en peces que s'hagin de manipular a mà per evitar el lliscament que tinguessin en cas de ser llisa. El grafilat es realitza en els torns amb les moletes de diferents passos i dibuixos.
Existeixen els següents tipus de grafilat per deformació:
- radialment, quan la longitud grafilada en la peça coincideix amb el gruix de la moleta a utilitzar.
- Longitudinalment, quan la longitud excedeix al gruix de la Moleta. Per a aquest segon cas la moleta sempre ha d'estar bisellada en els seus extrems.